# Scopula fernaria
Scopula fernaria är en fjärilsart som beskrevs av William Schaus 1940. Scopula fernaria ingår i släktet Scopula och familjen mätare. Inga underarter finns listade.